# Menhirs de Kergoff
Les deux menhirs de Kergoff sont situés à Boqueho dans le département français des Côtes-d'Armor.

## Protection
Ils sont classés au titre des monuments historiques en 1966.

## Description
Les deux menhirs sont distants de 90 m. Ils sont en granite porphyroïde. Le plus grand, appelé la Pierre Blanche, a une forme pyramidale. Il mesure 2,50 m de hauteur pour 1 m de largeur et 1,50 m d'épaisseur. Il comporte une cavité sur l'un de ses faces à 1,10 m du sol. Le second menhir est plus petit. De forme pentagonale, il mesure 1,70 m de hauteur pour 1 m de côté et 1,50 m d'épaisseur.